# Буть
Буть — река в России, протекает по Пермскому краю. Устье реки находится в 174 км по правому берегу реки Сива. Длина реки составляет 49 км. В 0,9 км от устья слева впадает река Мельничная.

## Данные водного реестра
По данным государственного водного реестра России относится к Камскому бассейновому округу, водохозяйственный участок реки — Кама от Воткинского гидроузла до Нижнекамского гидроузла, без рек Буй (от истока до Кармановского гидроузла), Иж, Ик и Белая, речной подбассейн реки — бассейны притоков Камы до впадения Белой. Речной бассейн реки — Кама.
Код объекта в государственном водном реестре — 10010101412111100015328.